# Into Paradise
Gli Into Paradise sono stati un gruppo musicale power pop irlandese attivo dal 1986 al 1993.

## Storia
Venne formato a Dublino nel 1986 da David Long, cantante e chitarrista veterano della scena locale, e Rachel Tighe al basso.
Nati come Backwards into paradise, con sonorità influenzate da Smiths, Joy Division ed Echo & The Bunnymen, emersero a fatica dalla periferica scena locale. Negli anni tra il 1990 e il 1993, il gruppo ebbe un discreto successo, a cominciare da quando, nel 1989, ottenne l'attenzione dell'etichetta indipendente Setanta, abbreviando il proprio nome in Into Paradise. L'anno successivo, la stessa Setanta pubblicò il primo disco del gruppo, Under the Water, disco dalle sonorità dark/horror e un basso che seguiva fedelmente la batteria di Clarke. L'album valse al gruppo un tour europeo. Gli Into Paradise si trasferirono a Londra, dove eseguirono molti concerti nei locali più angusti della città, tra cui il Camden. Gli Into Paradise erano tutt'altro che un gruppo grunge, nonostante l'aspetto, il suono era più datato, anni '80. E questo nonostante il buon successo di Under the Skin avesse portato il gruppo, a metà del 1990, alla firma di un prestigioso contratto major con Ensign/Chrysalis, preludio all'uscita, l'anno successivo, di Churchtown. L'album fu pubblicato in tutto l'Occidente - Stati Uniti inclusi - ed accolto con entusiasmo dalla stampa specializzata, che aveva individuato nella svolta maggiormente pop del gruppo che faceva pensare, in alcuni episodi quali Angelus, a dei nuovi Simple Minds. Ma pezzi come Rain comes down e Bring me up erano di diversa impostazione. Ma nel frattempo era scoppiato il fenomeno grunge e l'album non vendette abbastanza da garantire una sopravvivenza major al gruppo. Si tornava così alla vecchia Setanta. Ma era il canto del cigno. Il gruppo era scosso da forti polemiche interne - alcuni parlano di vere e proprie risse sul palco tra i membri al termine dei concerti - ma Long, grazie al suo talento forse un po' scolastico, ma sicuramente prolifico, trovò il modo di comporre ancora una manciata di canzoni tra il 1992 ed il 1993. Ne derivarono due EP, il primo, Down all the Days, del 1992, ed il secondo, For no One, del 1993, contenente Only One. I pochi passaggi radiofonici sulla BBC - e si ricordano anche quelli pomeridiani su Radio 2 RAI in Italia - di Only One non bastarono a garantire la continuità del gruppo che si sciolse.

## Formazione
- David Long - voce, chitarra
- James Eadie - chitarra, tastiere
- Rachel Tighe - basso
- Ronan Clarke - batteria

## Discografia
- 1990 - Under the Water (LP, Setanta)
- 1991 - Churchtown (LP, Chrysalis)
- 1992 - Down all the Days (EP, Setanta)
- 1993 - For no One (EP, Setanta)